# Natranaerobium
Natranaerobium è un genere di batterio appartenente alla famiglia delle Natranaerobiaceae.